# Kalundborg og Omegn
Kalundborg og Omegn er en dansk dokumentarisk optagelse fra 1911.

## Handling
Lerchenborg. Pinsemorgen på Møllebakken. Kysthospitalet på Refsnæs - et børnehospital. Kapsejladsen 4. og 5. juni 1911, havnen og den danske eskadre. Ombord på passagerskibet "Ægir" - sommerudflugt. Skibet lægger til i Kalundborg Havn, hvor også fiskerne stiller op til fotografering.